# Renegade (série de televisão)
Renegade (em português, Renegado) é uma série de televisão norte-americana criada por Stephen J. Cannell, que também integra o elenco. No Brasil, foi exibida pelo SBT.

## História
A série conta as aventuras do policial Reno Raines (Lorenzo Lamas), que é injustamente acusado por Donald Dixon (Stephen J. Cannell) de assassinar a esposa e um policial corrupto, e após fugir da prisão, vira um caçador de recompensas, usando o nome Vince Black. O objetivo é encontrar uma testemunha que limpe sua imagem - uma delas, Hound Adams (Geoffrey Blake), teme por sua própria vida. Em suas aventuras, Reno utiliza uma escopeta e pilota uma motocicleta.

## Elenco
- Lorenzo Lamas - Reno Raines (Vince Black)
- Stephen J. Cannell - Donald Dixon
- Branscombe Richmond - Bobby Sixkiller
- Sandra Ferguson - Sandy Carruthers (quinta temporada)
- Kathleen Kinmont - Cheyenne Phillips (até a quarta temporada)

## Episódios
Renegade teve 110 episódios em 5 temporadas, entre setembro de 1992 e abril de 1997.

## Lançamento em DVD
Em 2005, a Anchor Bay Entertainment lançou a série em DVD, mostrando as 3 primeiras temporadas, porém as vendas não alcançaram o esperado, inviabilizando o lançamento das temporadas de 1995 a 1997. Em 2010, o lote foi descontinuado.
Porém, a Mill Creek elançou Renegade: The Complete Series, também em DVD - desta vez, exibindo os 110 episódios da série.